# De sidste dage
De sidste dage (engelsk: Latter Days) et amerikansk romantisk drama er en film fra 2003 om et homoseksuelt forhold mellem en mormonmissionær(ikke sprunget ud) og hans homoseksuelle nabo. Filmen er skrevet og instrueret af C. Jay Cox.
I filmen optræder Steve Sandvoss som missionæren, Aaron, og Wes Ramsey som naboen, Christian. Joseph Gordon-Levitt optræder som Ældste Ryder, og Rebekah Johnson som Julie Taylor. Mary Kay Place, Amber Benson og Jacqueline Bisset optræder ligeledes i filmen.
De sidste dage havde premiere ved Philadelphias internationale bøsse og lesbiskes filmfestival 10. juli 2003. Den blev vist rundt omkring i usa i løbet af de følgende 12 måneder, for det meste ved film festivaler for homoseksuelle. Den blev også vist et par andre lande. Det var den første film nogensinde som åbent fremviste sammenstødet mellem Jesu Kristi Kirke af Sidste Dages Helliges (mormonkirken) principper og homoseksualitet. Og filmen var kontroversiel i nogle af USA’s stater. Flere religiøse grupper krævede at filmen blev trukket tilbage fra biograferne og videoforhandlere der solgte filmen blev truet med boykot.
Filmen blev mødt med blandede reaktioner fra filmkritikere, men var populær blandt de fleste festivals deltagere. I 2004, skrev T. Fabris filmen De sidste dage om til en roman. Den blev udgivet af Alyson Publications.

## Handling
Ældste Aaron Davis (Steve Sandvoss), en ung mormonmissionær fra Pocatello, Idaho, sendes til Los Angeles med tre andre missionærer for at forkynde den mormonske tro. De flytter ind i en lejlighed ved siden af lejligheden der tilhører Christian Markelli (Wes Ramsey), der ikke ligger skjul på sin homoseksualitet. Christian drømmer om at blive skuespiller og hans bofælle Julie drømmer om at blive sanger. Christian arbejder som en tjener hos Lila’s, en restaurant ejet af den forhenværende skuespillerinde Lila Montagne (Jacqueline Bisset). 
Af nysgerrighed over hans nye ædru mormonnaboer, indgår Christian et væddemål med hans kyniske kollegaer om det er muligt for ham at forføre en af missionærerne. Det går hurtigt op for Christian at Aaron, den mest uerfarne missionær i al hemmelighed er homoseksuel.
Aaron og Christian vender sig efterhånden til hinanden i lejlighedskomplekset. Da Christian ved et uheld skærer sig på et stykke metal og besvimer, hjælper Aaron ham indenfor og rengør flængen Christian har pådraget sig. Christian tager chancen og forfører Aaron. Det lykkes ham næsten, men den tøvende mormon bliver rystet over at Christian mener at sex ikke behøver at betyder noget. Aaron svarer Christian vredt og siger at han ligestiller sex med et håndtryk. Og Aaron går efter at have beskyldt Christian for at være overfladisk. Christian bliver bekymret da han frygter at Aaron har ret i hans beskyldning og han melder sig derfor ind i en hjælpeorganisation som giver mad til AIDS ramte. 
Senere brækker Aarons kompagnon Ældste Ryder (Joseph Gordon-Levitt) armen i en bilulykke. Da Aaron kommer tilbage til lejlighedskomplekset møder han Christian, som prøver at trøste ham med et kram. Begge mænd bliver overvældede af deres følelser for hinanden, hvilket munder ud i et langt kys, de bemærker ikke at Aarons medmissionærer kommer tilbage. Christian får besked på at skrubbe af. Christian kommer tilbage næste morgen for at forklare sig selv, men han for at vide at Aaron er blevet sendt hjem i vanære. Dette fører til en konfrontation med Ældste Ryder, som er gal over at Christian har fordærvet en anstændig ung mand af ingen synlig årsag. Christian indrømmer at han først bare ville vinde et væddemål, men at det ikke var om det mere. 
Da det går op for Ryder at Christian virkelig er bekymret for Aaron fortæller han at Aaron har fem timers ventetid i Salt Lake City. Christian tager det næste fly derhen og finder Aaron udenfor terminalen. Christian indrømmer sin kærlighed til Aaron, som ligeledes indrømmer sin kærlighed til Christian på trods af den smertefulde situation han er havnet i. Da alle flyafgangene bliver aflyst tilbringer Aaron og Christian en intim nat sammen. Men da Christian vågner om morgenen er Aaron væk, men han har efterladt en lommeur som har været et familie arvestykke i generationer. Christian tager synderknust tilbage til Los Angeles.
Det at Aaron kyssede en anden mand var i strid med mormonkirkens regler mht. homoseksualitet(det tolereres ikke, hvis homoseksuelle mormoner giver efter for deres homoseksuelle drifter). Da Aaron kommer hjem til Idaho bliver han ekskommunikeret af kirkens ældste, som ledes af hans egen far, Farron (Jim Ortlieb), som er stavspræsident (regional mormonleder). Aarons forældre forkaster ham og han får skæld ud af sin mor (Mary Kay Place) efter at han fortalte at Christian fortalte ham at han elskede ham. Hun fortæller Aaron om 50 dollar væddemålet som hun havde fået fortalt af missionspræsidenten(leder over mormonmissionærer i et specifikt område). Hun konstaterer at Aaron skal bede om tilgivelse(fra Gud), selvom Aaron er uenig og siger, hvad nu hvis det ikke er noget han selv kunne gøre for, men bare den han var. Hvorefter hans mor giver ham en lussing, hvilket får dem begge til at græde. Inden Aaron forlod Idaho for at drage af sted som missionær havde hans mor givet ham et familieportræt, hvorefter hun havde fortalt ham hvor meget hun elskede ham og at han altid ville være hendes baby. Aarons forhold til sin mor var meget vigtigt for ham og han føler nu at det er ødelagt for evigt. Overvældet af fortvivlelse forsøger han at begå selvmord. Han bliver reddet i sidste øjeblik af hans storesøster Susan, som mens hun prøver at overbevise Aaron om at deres forhold aldrig vil ændre sig, ser blod ved bunden af badeværelsesdøren. Aaron sendes af hans forældre til et behandlings center for homoseksuelle, hvor han skal igennem aversionsterapi, som skal helbrede ham for hans homoseksualitet. 
Christian prøver sprælskt på at finde Aaron og finder endelig hans hjemmeadresse og telefonnummer. Da han ringer bliver han yderst bedrøvet da Aarons mor siger at takket være ham skar hendes søn sine håndled med en skalpel og pga. ham har hun mistet sin søn. Efter samtalen tror Christian at Aaron er død og de følgende dage tænker han ikke på andet end Aaron mens han konstant holder Aarons lommeur. En tidlig morgen ved 3-tiden kommer Christians bofælle Julie hjem fra arbejdet i studiet og ser at Christian er vågen og sidder i sofaen. Christian skynder sig at gå i seng og siger at hun ikke skal være bekymret. Julie finder et digt i Christians mobiltelefon(som han også bruger som dagbog). Hun beslutter sig for at bruge digtet til hendes nye sang. 
Christian opsøger Aarons families hjem i Idaho, hvor han grædefærdig afleverer Aarons lommeur til Aarons mor. Det går op for hende at hun nok har været for hård i hendes vurdering af Christian, men hun når ikke at stoppe ham før han er kørt(Hun skynder sig udenfor, mens hun råber ”vent!” men han er allerede kørt så langt væk at han ikke kan høre hende). 
En aften i Christian og Julies lejlighed viser Julie tøvende Christian hendes nye musikvideo, som lammer Christian da det går op for ham at dele af sangteksten er fra hans dagbog. Julie prøver at overbevise Christian om at hun blot havde håbet at der ville komme noget godt ud af det. Christian føler sig dog forrådt fordi Julie læste og brugte hans mest smertefulde dagbogs indslag uden hans samtykke. 
En sen aften på behandlingscenteret hører Aaron en kvindelig stemme synge og han går hen for at finde ud af hvor stemmen kommer fra. Han opdager at det er en musikvideo der kører i fjernsynet(i vagtens kontor), det er Julie, der synger. Ved et tilfælde er det den samme video som Julie viste Christian. Mens den kører ser Aaron en besked på skærmen der fortæller at sange beskriver den optrædendes bofælle, ikke en kæreste. Videoen får Aaron til at vende tilbage til Los Angeles for at finde Christian. Da Aaron kommer hen til Christians lejlighed går Aarons hjerte i tusind stykker da han mødes af en fremmed mand i bar overkrop. Han går ud fra at det er et af Christians engangsknald og at han er vendt tilbage til hans tidligere livsstil og er kommet videre i sit liv. 
Da han ikke har andre steder at tage hen, går Aaron hen til Lila’s restaurant. Ved en tilfældighed var Aaron blevet venner med Lila mens han som missionær havde trøstet Lila efter at hendes kæreste var død, han var ikke klar over at Christian arbejdede i den restaurant Lila ejede. Christian er chokeret, men overlykkelig ved at se Aaron i live og deres forsoning slutter lykkeligt. Sammen med Christians kollegaer fejrer de Thanksgiving og ser frem til en lykkelig fremtid sammen. Lila giver en tale hvor hun fortæller alle tilstede værende deriblandt Julie at de alle sammen lige meget hvad vil være velkomne ved hendes bord og at de altid vil have en plads i hendes hjerte. 

## Medvirkende
- Steve Sandvosssom Ældste Aaron Davis: Aaron er en ung sidste dages hellig(mormon) fra Pocatello, Idaho som mens han er på mission bliver forelsket I Christian og må vælge mellem han seksualitet og hans kirke. Filmproducenterne brugte lang tid på at finde den rette til at spille Aaron før de faldt over Sandvoss som blæste dem omkuld!
- Wes Ramsey som Christian William Markelli: En festabe fra Los Angeles som drømmer om at blive skuespiller, Christian får sit syn på glæde og meningen med livet sat på prøve da han falder for den simple med godhjertede Aaron som er flyttet ind ved siden af. Ramsey sagde på ekstra materialet på Dvd’en at følte sig rigtig spændt og velsignet over at have mulighed for at spille Christian og fortælle historien fra hans synsvinkel.
- Rebekah Johnson som Julie Taylor: Christians bofælle, Julie prøver at komme igennem I musikverdenen og samtidig rede Christian fra at bukke under.

- Jacqueline Bisset som Lila Montagne: Lila ejer Lila's, en restaurant hvor Christian og hans kollegaer arbejder. Hendes elsker er kritisk syg og hun tvinges til at tage beslutningen om han skal blive ved med at blive holdt i live af en respirator eller om der skal slukkes. Hun lader sig dog ikke synligt påvirke foran hendes ansatte.
- Joseph Gordon-Levitt som Ældste Paul Ryder: En fræk fordomsfuld ung missionær som er kaldet til at tjene som Aarons missionspartner. Ryder er ikke synderligt glad for at være i Los Angeles og endnu mindre glad for at bo ved siden af en homoseksuel. Gordon-Levitt skulle først have spillet Aaron, men hans aggressive holdning til manuskriptet, men gode humor fik filminstruktørerne til at beslutte at han passede perfekt til rollen som Ryder.
- Mary Kay Place som Søster Gladys Davis: Aaron religiøse mor, som på trods af vise ubegrænset kærlighed og hengivenhed til Aaron før han drager på mission ikke kan acceptere at hendes søn er bøsse og som følge deraf sender Aaron til et behandlingscenter for at helbrede ham(fra hans homoseksualitet) efter at han har forsøgt selvmord.
- Jim Ortlieb som Elder Farron Davis: Aarons far, som tjener som en mormonsk stavspræsident i Pocatello, ekskommunikerer Aaron fra kirken da han finder ud af at Aaron er bøsse. Farron er portrætteret som et fjernt og undvigende individ.
- Linda Pine som Susan Davis: Susan er den eneste i Aarons familie som accepterer at han er bøsse. I en slettet scene fortæller hun Aaron at hans homoseksualitet ikke ændrer noget ved deres indbyrdes forhold. Hun opdager også at Aaron forsøger at tage sit eget liv og hun når panisk at rede ham i sidste øjeblik.

## Temaer
C. Jay Cox har udtalt at filmen primært handler om en kærlighedshistorie mellem to personer. Der bliver også kastet lys over religiøse holdninger til homoseksualitet og dilemmaet som religiøse homoseksuelle står over for, hvem de er og hvad tror de på. En anden film som er baseret på en virkelig historie med lignende temaer er Trembling before G-d.
Cox har også sagt at der hersker massiv ironi i både filmen og i det virkelige liv, at en religion(mormonkirken), som er så fokuseret på familien og dens betydning splitter familier gennem dens prædiken mht. homoseksualitet. 
Faktisk mener Cox at man ikke kan være både mormon og homoseksuel(90 % af de mormoner, der finder ud af at de er homoseksuelle melder sig ud af kirken). Ikke desto mindre er et af de store temaer i ”De sidste dage” at der en indre spiritualitet i verdenen som overgår religionernes ritualer og dogmer.

## Fremstilling og produktion
“De sidste dage” blev skrevet af C. Jay Cox efter hans tidligere filmsucces, Sweet Home Alabama, der gav ham de finansielle resurser og kritiske ros til at skrive en mere personlig kærlighedshistorie. Cox byggede begge hovedpersoner, Christian og Aaron, på ham selv. Han voksede op som mormon og tjente som missionær inden han sprang ud som bøsse, og han undrede sig over hvad hans to halvdele ville have sagt til hinanden hvis de nogensinde havde mødtes. 
De sidste dage” blev filmet inden for 24 dage med et budget på ca. $850.000. Alle pengene kom fra private som ønskede at filmen blev lavet. Den blev udgivet gennem TLA Releasing, en uafhængig filmudgiver, som fik nys om den gennem dens partnerskab med produktionsfirmaet Funny Boy Films, som er specialiseret i medier med homoseksuelle temaer. 

## Modtagelse
De sidste dage havde premiere ved Philadelphia International Gay and Lesbian Film Festival 10 juli, 2003. Publikum nød filmen så meget at de gav den et stående bifald. Filmen fik en lignende modtagelse ved bade Outfest en uge senere og ved Palm Springs Internationale Filmfestival. En person som deltog i Outfesten sagde at filmen var så realistisk at det var skræmmende. Filmen blev også vist ved Seattle og Washington filmfestivalerne, før de kom ud I biograferne I Amerikas forenede stater de følgende 12 måneder. Filmen blev også vist i et par andre lande, for det meste ved filmfestivaler for homoseksuelle som dem i Barcelona og Madrid(hvor den blev populær) og Mexico City. I 2005 havde filmen allerede modtaget 9 priser for den bedste film.
Filmkritikeren Roger Ebert gav filmen 2 og en halv stjerne ud af 4 da ”filmen kunne have været (a) en kærlighedsaffære mellem to bøsser eller (b) et angreb på mormonkirken. Men at det er et underligt forsøg på at være (c) begge dele på samme tid. Der har også været positive vurderinger, en kritiker sagde at De sidste dage var “den vigtigste bøssefilm I de sidste par år. Los Angeles Times sagde at filmen er en dynamisk film med fyldt humor og følelser. 

### Priser
| År   | Festival                                                   | Pris          | Kategori    |
| ---- | ---------------------------------------------------------- | ------------- | ----------- |
| 2003 | Los Angeles Lesbian and Gay Film Festival                  | Publikumspris | Bedste film |
| 2003 | Philadelphia Gay & Lesbian Film Festival                   | Publikumspris | Bedste film |
| 2004 | Toronto Inside Out Lesbian and Gay Film and Video Festival | Publikumspris | Bedste film |
| 2004 | Lesgaicinemad (Madrids bøsse og lesbiskes filmfestival)    | Publikumspris | Bedste film |